# Quizlet
Quizlet is een online leeromgeving die is ontwikkeld door Andrew Sutherland. Oorspronkelijk werd de site in oktober 2005 voltooid en in januari 2007 werd ze beschikbaar gesteld aan het publiek. Quizlet heeft maandelijks 50 miljoen gebruikers en heeft al 350 miljoen studiesets.

## Geschiedenis
Quizlet begon met de zoektocht van Andrew Sutherland naar een manier om 111 namen van dieren te leren voor zijn lessen Frans. Omdat hij de gewone manier van woordjes leren ontmoedigend vond, begon hij een programma te schrijven om woorden te memoriseren. In oktober 2005 was zijn programma klaar, maar er werden nog stukken code herschreven. Die versie werd in januari 2007 beschikbaar gesteld voor het grote publiek. De naam "Quizlet" is de Amerikaanse versie van het woord "quizlette", de naam die Sutherlands lerares Frans gaf aan de woordenschattesten.
Quizlet en Collectors Weekly deelden tot 2011 medewerkers en financiële middelen. In 2015 kondigde Quizlet aan dat Union Square Ventures, Costanoa Venture Capital, Altos Ventures en Owl Ventures 12 miljoen dollar investeerden om de website uit te breiden en internationaal te groeien.
In 2011 voegde Quizlet tekst-naar-spraak toe; studiesets konden vanaf dan ook worden voorgelezen.
In augustus 2012 bracht Quizlet een app uit voor iOS en kort daarna ook voor Android.
Quizlet stond in 2017 in Quantcasts top 20 van websites met meeste 'engagement' en stond in 2015 in SimilarWebs lijst van snelst groeiende educatieve websites in de VS.

## Studiemodi en spellen
Quizlet laat geregistreerde gebruikers "studiesets" met termen aanmaken die ze willen instuderen. Deze studiesets kunnen geoefend worden in diverse modi en met spellen. De modi zijn "kaarten" (flashcards), "leren", "schrijven", "speller" en "test".  De spellen zijn "combineren" en "zwaartekracht".

## API
Quizlets application programming interface (API) is niet meer beschikbaar.